# دوسل (واربورگ)
دوسل (به آلمانی: Dössel) یک منطقهٔ مسکونی در آلمان است که در واربورگ واقع شده‌است. دوسل ۶۸۲ نفر جمعیت دارد.